# Verdens Ende

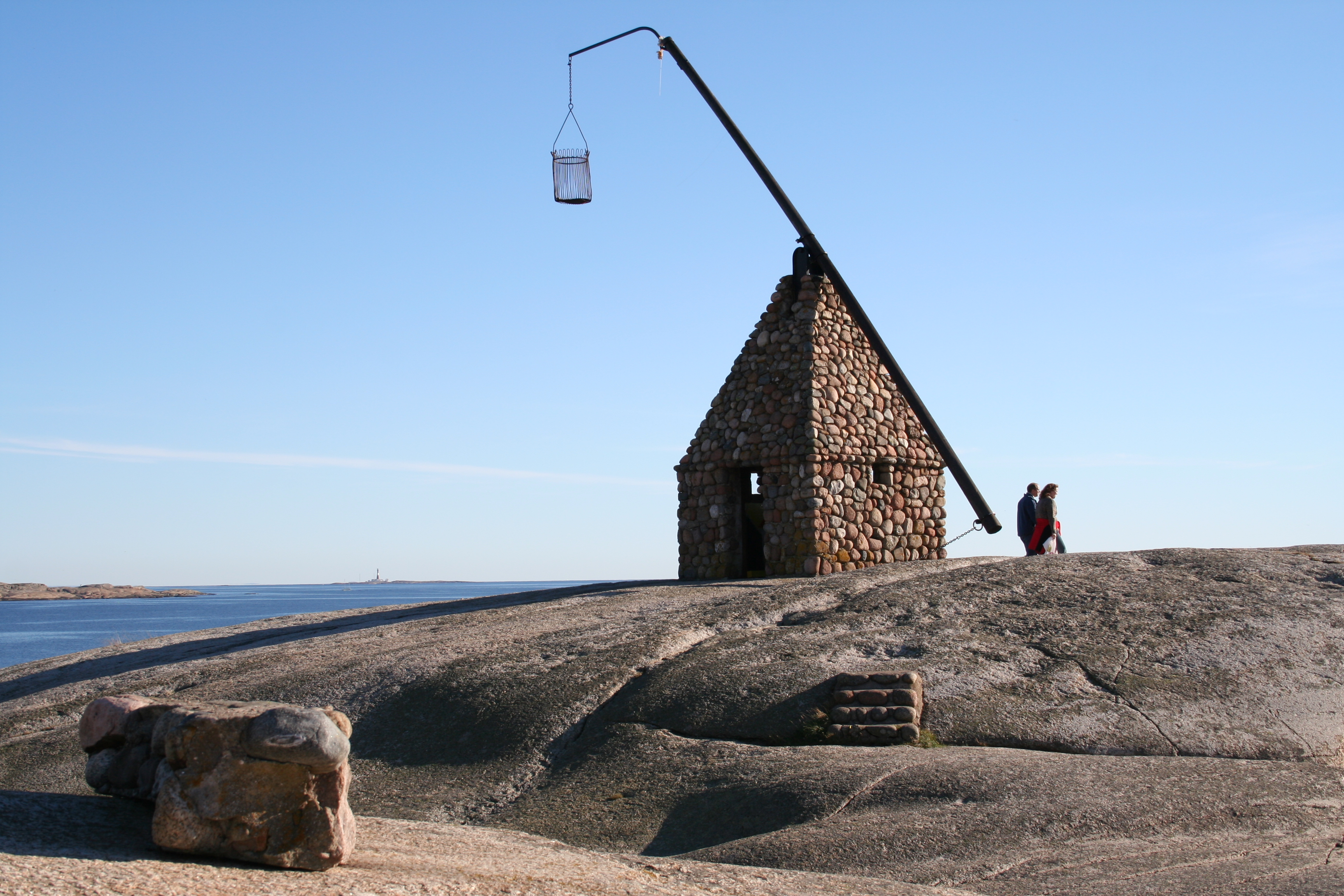
Das charakteristische Modell eines Wippfeuers (Vippefyr) am „Ende der Welt“ (Verdens Ende) auf Tjøme

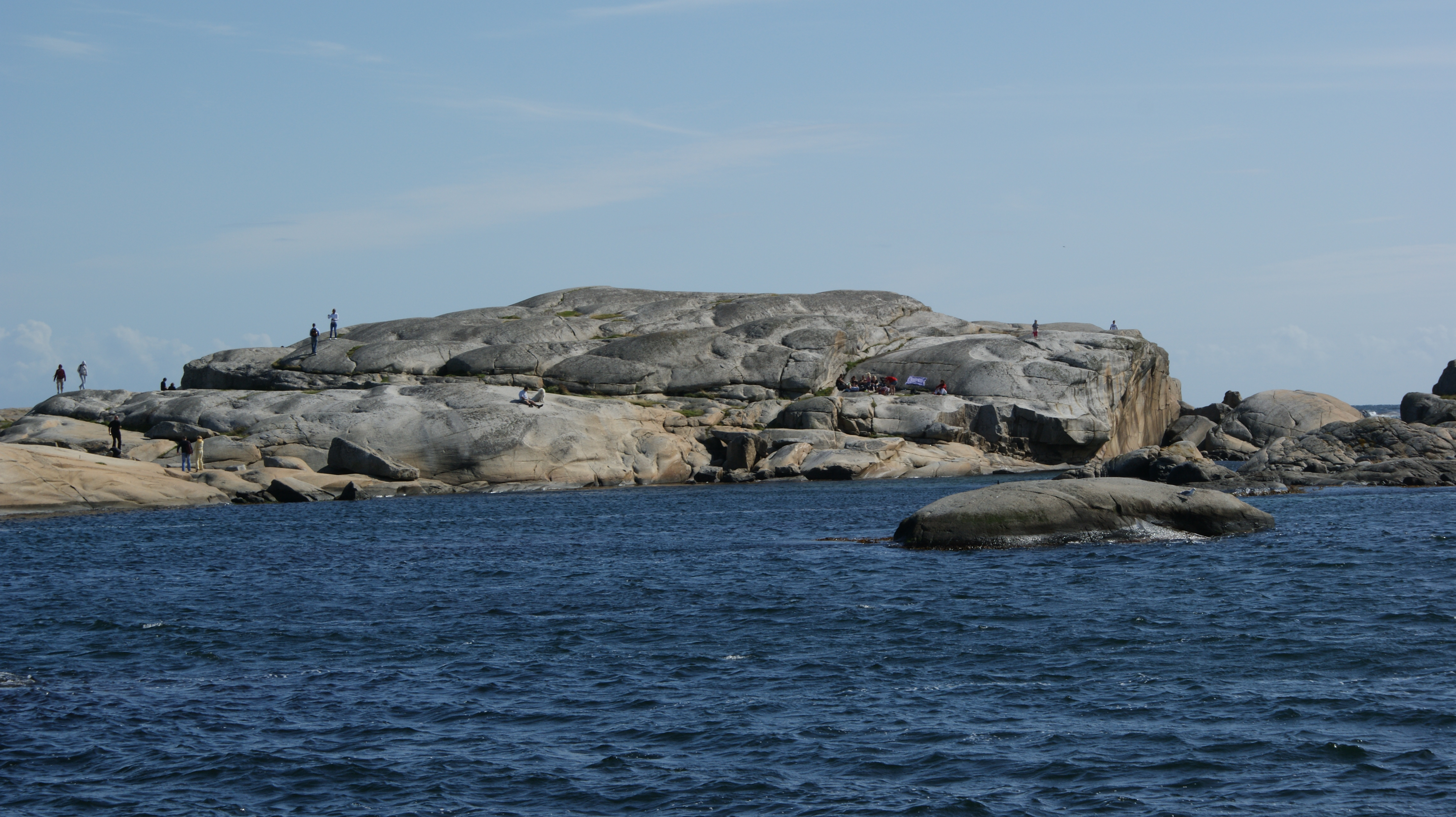
Felsvorsprung am Verdens Ende

Verdens Ende liegt am Ende des Oslofjords und bildet die Südspitze der norwegischen Insel Tjøme in der Kommune Færder, Provinz Vestfold.
Anfang des 20. Jahrhunderts tauften Sommergäste aus der Region den Ort Verdens Ende, was im Deutschen „Ende der Welt“ bedeutet. Davor war das Gebiet mit Blick auf den Skagerrak vor allem als Aussichtspunkt für Lotsen bekannt, die auf der Jagd nach Aufträgen waren.
Das frei zugängliche Gebiet ist ein beliebtes Ausflugsziel für Touristen mit Möglichkeiten zum Baden und Angeln. Eine große Mole bildet zusammen mit den Holmen ein geschütztes Hafenbecken, in dem ein Fischereihafen und eine große Marina liegen. Markantestes Bauwerk ist das 1932 errichtete Wippfeuer (Vippefyr), das als Reklame für ein in unmittelbarer Nähe liegendes Restaurant gebaut wurde.
Verschickt man Post vom „Ende der Welt“, wird die Sendung mit einem eigenen Motivstempel abgestempelt.